# Andong (Provinz)

Ehemalige Provinz Andong

Andong (chinesisch 安東省 / 安东省, Pinyin Āndōng Shěng) bzw. Liaodong war eine ehemalige Provinz im Nordosten Chinas, die auf dem Gebiet der heutigen Provinzen Liaoning und Jilin lag. Sie wurde im Südosten durch den Fluss Yalu begrenzt, der sie von Korea trennte. Die Hauptstadt der Provinz war von 1934 bis 1939 Tonghua, im heutigen Jilin. Nach der administrativen Neuordnung der Provinz im Jahr 1939 wurde die Hauptstadt jedoch nach Dandong verlegt, einer wichtigen Grenzstadt zwischen Mandschukuo und Korea und einem wichtigen Zentrum an der Eisenbahnstrecke von Korea nach Mukden.
Der Name der Provinz Antung bedeutet auf Chinesisch "Befriedung des Ostens" und wurde wahrscheinlich durch das während der Tang-Dynastie eingerichtete Generalprotektorat zur Befriedung des Ostens inspiriert.
Die Provinz Andong wurde 1934 als Anto (Provinz) des japanisch kontrollierten Mandschukuo geschaffen, als die ehemalige Provinz Fengtian in drei Teile aufgeteilt wurde: Andong, Fengtian und Jinzhou. Andong wurde 1939 weiter in die Provinzen Andong und Tonghua unterteilt.
Nach der Annexion Mandschukuos durch die Republik China nach Ende des Zweiten Weltkriegs vereinigte die Kuomintang Andong und Tonghua wieder und erkannte das Gebiet weiterhin als Provinz Andong an. Unter der Verwaltung der Volksrepublik China wurde die Provinz Andong in Provinz Liaodong umbenannt und 1954 aufgelöst, als ihr Gebiet wurde zwischen den Provinzen Liaoning und Jilin aufgeteilt wurde.